# Bubba Gump Shrimp Company

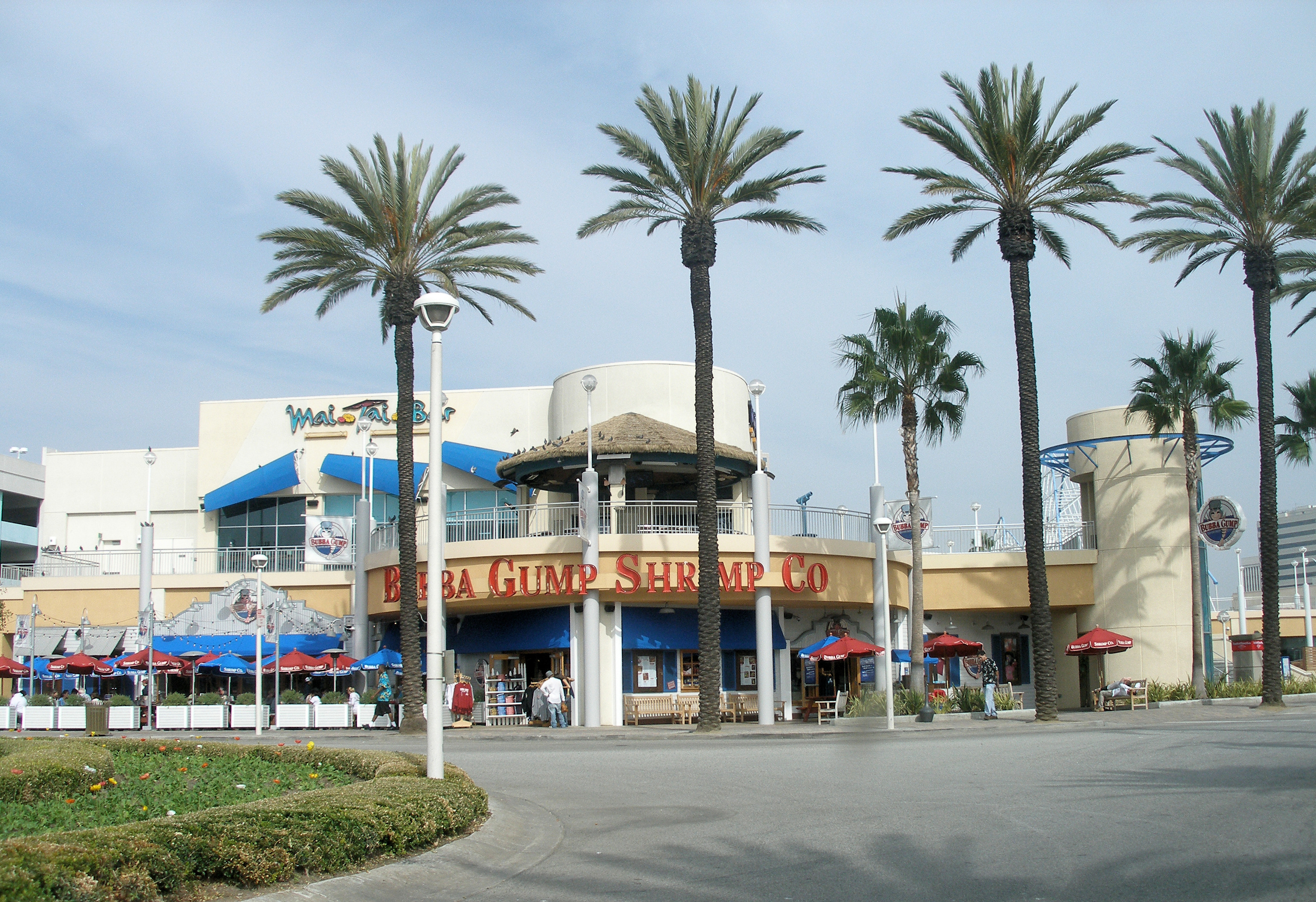
O restaurante Bubba Gump Shrimp em Long Beach, California.

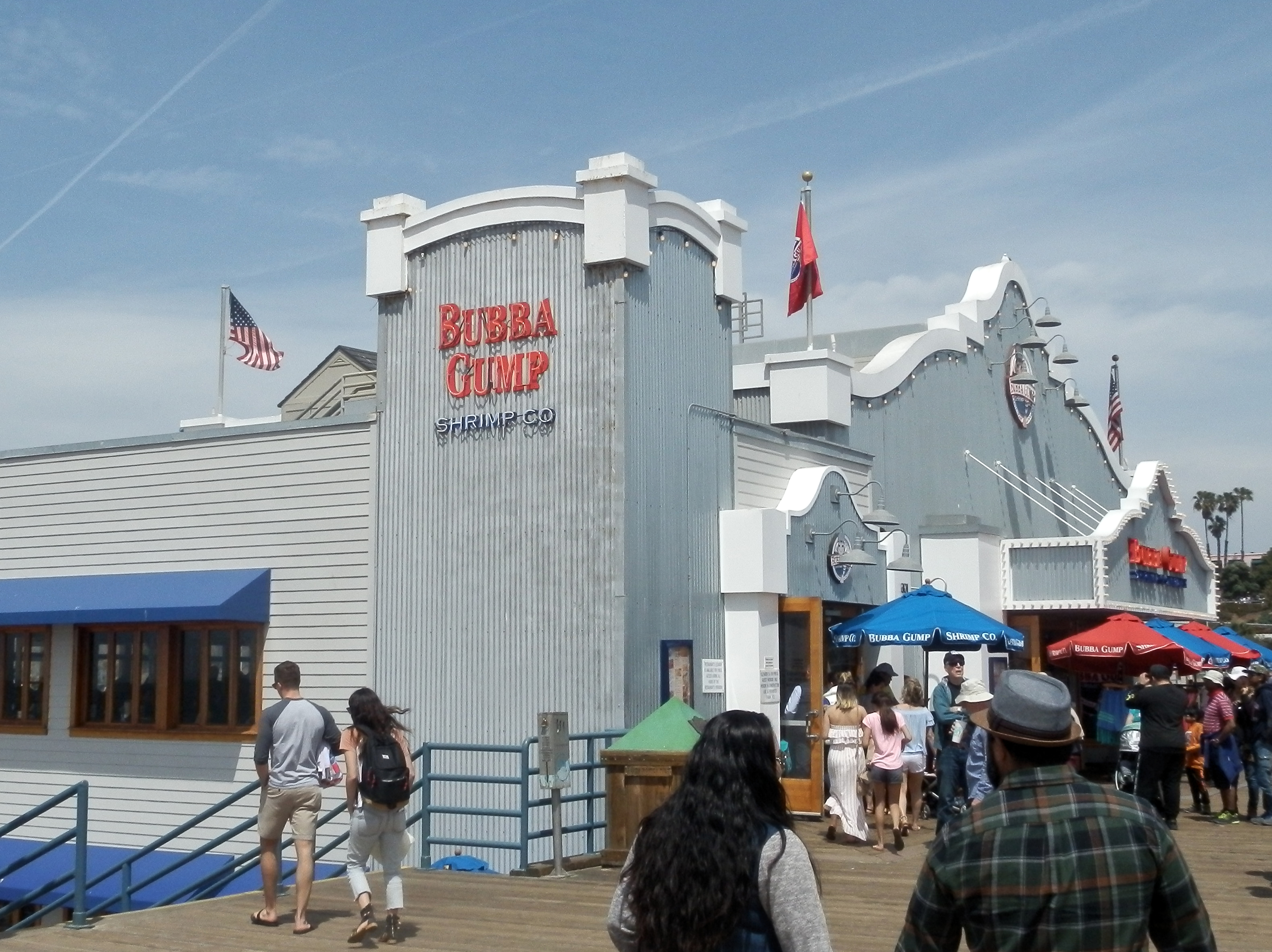
O restaurante Bubba Gump Shrimp em Santa Monica.

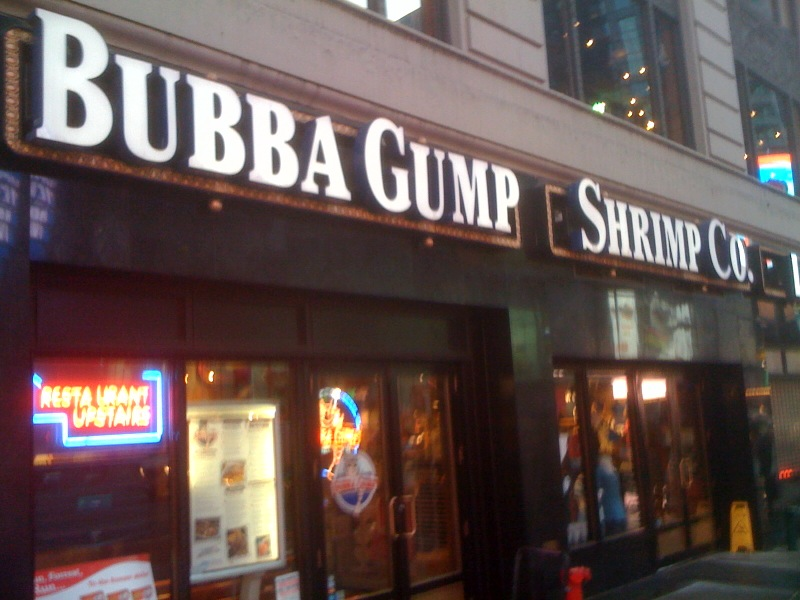
O restaurante Bubba Gump Shrimp Co. na Times Square, em New York.

Os restaurantes e lojas Bubba Gump Shrimp Company (tradução para português: Companhia de Camarão Bubba Gump) são uma rede de restaurantes de fruto do mar criado em 1994, inspirado no filme Forrest Gump. A partir de julho de 2015, quarenta restaurantes Bubba Gump Shrimp Co. passaram a operar em todo o mundo. Vinte e nove deles localizados nos Estados Unidos, quatro estão no México, três estão na Malásia, e uma unidade em Londres, Hong Kong, Indonésia, Japão e nas Filipinas. A empresa está sediada em Houston, Texas, e tem sido uma divisão da rede Landry's Restaurants desde 2010.
O primeiro restaurante Bubba Gump foi inaugurado em 1996 no Pier de Santa Monica. No filme, Bubba sugeriu ingressar no negócio de camarão e, posteriormente, Forrest prosseguiu com a ideia após a morte de Bubba na Guerra do Vietnã.

## História
Em 1995, a Paramount Pictures se vinculou com a rede de restaurantes Rusty Pelican Inc. com o desejo de criar um restaurante inspirado no tema do filme de 1994 Forrest Gump da Paramount. O Bubba Gump Shrimp Co. surgiu como resultado. Em um ano, o Bubba Gump Shrimp Co. criou uma ideia do conceito para a cadeia de restaurantes que foi depois licenciado pela Paramount Licensing, Inc. Em 1996, o primeiro restaurante Bubba Gump Shrimp Co. foi aberto; seu sucesso levou à sua franchising em escala internacional.
Em novembro de 2010, Landry's, Inc. adquiriu a Bubba Gump Shrimp Co., o valor não foi divulgado. The Bubba Gump Shrimp Co purchase also included a lone Rusty Pelican in Newport Beach, California.

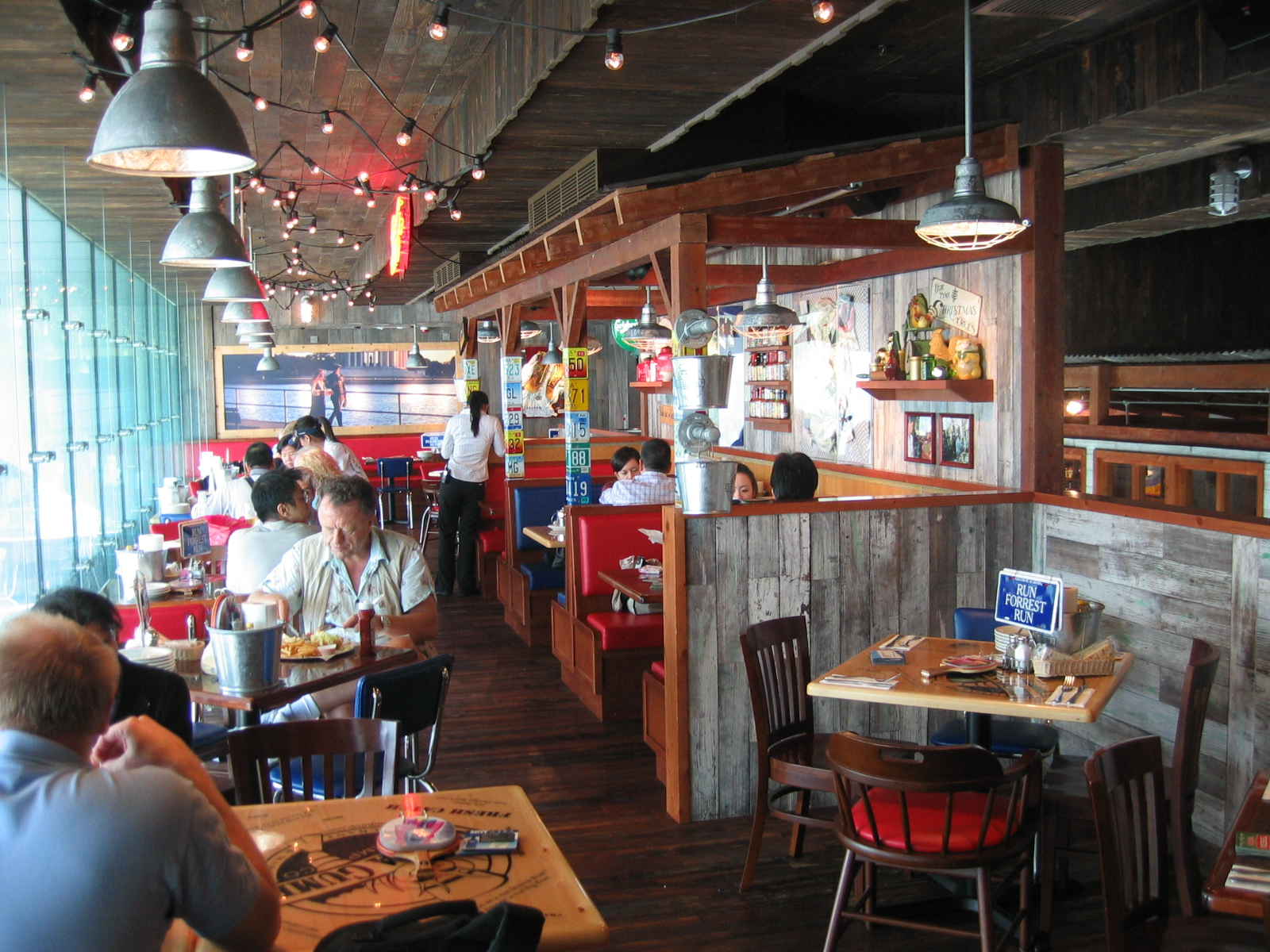
Restaurante Bubba Gump Restaurant em Hong Kong

Como o nome sugere, o cardápio do Bubba Gump Shrimp Co. consiste principalmente de pratos de camarão e outros frutos do mar, bem como da culinária sulista e cajun. O restaurante oferece pratos que levam o nome de personagens do filme, como o Jenny's Catch e o best-seller do restaurante, Forrest's Seafood Feast. Os clientes podem jogar perguntas e respostas sobre o filme Forrest Gump e sinalizar para o garçom com uma placa "Stop, Forrest, Stop". O Bubba Gump Shrimp Co. também tem um cardápio infantil.

## Política de rede social para funcionários
Em 2013, um ex-funcionário da Bubba Gump alegou que a política de mídia social no manual do funcionário da empresa tinha um efeito restritivo sobre os direitos dos funcionários, proibindo-os de discutir seus trabalhos on-line. Em 2015, um juiz de direito administrativo do National Labor Relations Board decidiu que o Bubba Gump não violava os direitos dos funcionários, pois não proibia explicitamente os funcionários de discutir assuntos relacionados ao trabalho, mas apenas esperava que eles o fizessem de maneira civilizada. Nos últimos anos, houve muitos casos em que o National Labor Relations Board considerou que as políticas de mídia social das empresas eram excessivamente amplas e decidiu a favor do(s) funcionário(s).

## Funcionários notáveis
O ator Chris Pratt foi descoberto em 2000 enquanto trabalhava como garçom no Bubba Gump Shrimp Co. em Maui, Hawaii. Ele atendeu a mesa da atriz e diretora Rae Dawn Chong, que estrelou um dos filmes favoritos de Pratt, Commando. Chong ofereceu a Pratt um papel em um curta que ela estava dirigindo na época.